# Monolith von Frankenstein
Der Monolith von Frankenstein (auch als Hinkelstein bezeichnet) ist ein möglicher Menhir bei Frankenstein im Landkreis Kaiserslautern in Rheinland-Pfalz.

## Lage
Der Stein befindet sich im Pfälzerwald, südwestlich von Frankenstein am Westhang eines Berges.

## Beschreibung
Der Monolith besteht aus lokal anstehendem roten Sandstein. Er hat eine Höhe von 240 cm, eine Breite von 65 cm und eine Tiefe von 60 cm. Der Stein ist pfeilerförmig und läuft in einer gebrochenen Spitze aus. Er steht verkeilt zwischen mehreren weiteren Steinen. Eine solche Konstruktion ist für Menhire völlig untypisch; es ist daher unklar, ob es sich tatsächlich um einen echten Menhir oder lediglich eine Laune der Natur handelt.
Der Stein ist schwer zuzuordnen, da seine Funktion nicht zu erkennen ist. Hier befinden sich weder Grabhügel noch eine Grenze. Auch die Lage am halben Hang ist sehr ungewöhnlich.